# James Michael
James Andrew Michael (* 26. září 1967 Holland, Michigan) je americký producent, textař, zpěvák a hudebník. V současnosti je frontmanem skupiny Sixx:A.M., kterou založil v roce 2007 spolu s Nikkim Sïxxem z Mötley Crüe a DJ Ashbou z Beautiful Creatures či později Guns N' Roses.

## Diskografie

### Solo
- 2000 - Inhale

### Se Sixx:A.M.
- 2007 - The Heroin Diares
- 2008 - EP X-Mas In Hell
- 2008 - EP Life Is Beautiful
- 2011 - This Is Gonna Hurt
- 2011 - EP 7
- 2014 - Modern Vintage
- 2016 - Prayers for the Damned, Vol.1
- 2016 - Prayers for the Blessed, Vol.2